# Орлова, Татьяна Александровна
Татья́на Алекса́ндровна Орло́ва (род. 1 июля 1956, Свердловск) — советская и российская актриса театра, кино и телевидения. Почётный деятель искусств города Москвы (2015). Заслуженная артистка России (2018).

## Биография
Родилась 1 июля 1956 года в Свердловске. Девочку воспитывала мама, поскольку отец рано умер.
В 1977 году окончила ГИТИС (курс Андрея Александровича Гончарова). В том же году была принята в труппу Московского академического театра имени В. Маяковского, где получала в основном роли второго плана.
Дебютировав в кино в 1988 году, Орлова за 22 года сыграла более 40 ролей и продолжает активно сниматься.
После 50 лет ей предложили сыграть роль секретарши Тамары в ситкоме «Папины дочки» для канала СТС. По этой работе актриса приобрела широкую популярность, ее заметили и стали предлагать множество других характерных ролей в различных проектах: «Одна за всех», «Даёшь молодёжь!», «Воронины», «Пока цветёт папоротник», «Немного не в себе», «Думай как женщина», «Дылды» и других.
С приходом в Театр имени В. Маяковского нового художественного руководителя — Миндаугаса Карбаускиса Татьяне Орловой впервые была предложена главная роль. Спектакль Никиты Кобелева «Бердичев» по одноимённой пьесе Фридриха Горенштейна, премьера которого состоялась 20 февраля 2014 года, был сразу же положительно воспринят зрителями и большинством театральных критиков, а сама актриса за роль Рахиль Капцан стала обладательницей нескольких престижных премий и наград.
В мае 2023 года приняла участие в скетчкоме «Истории большой страны» на канале «Россия-1».

## Творчество

### Роли в театре

#### Театр имени Вл. Маяковского
- 1978 — «Чайка» А. П. Чехов (реж. Александр Вилькин) — Маша
- 1979 — «Возвращение неизвестных» С. Карас (пост. Андрея Гончарова, реж. Борис Воронов) — Антигона
- 1979 — «Леди Макбет Мценского уезда» Н. С. Лесков (пост. Андрея Гончарова, реж. Сергей Яшин) — Марфа
- 1981 — «Ящерица» А. М. Володин (пост. Евгений Лазарев, реж. по движению А. Б. Дрознин) — жена «Рыжего» / свекровь
- 1981 — «Иван-царевич» Ю. Михайлов (реж. Евгений Каменькович) — Варвара
- 1982 — «Молва» А. Д. Салынский (пост. Андрея Гончарова, реж. Юрий Иоффе) — Марфа Бордова
- 1985 — «Плоды просвещения» Л. Н. Толстой (пост. и реж. Пётр Фоменко, реж. Евгений Каменькович) — кухарка
- 1985 — «Блондинка» А. М. Володин (реж. Кама Гинкас) — Нина
- 1986 — «Летят перелётные птицы» А. М. Галин (реж. Генриетта Яновская) — Люба
- 1988 — «Закат» И. Э. Бабель (пост. Андрея Гончарова, реж. Юрий Иоффе) — мадам Вайнер
- 1989 — «Наливные яблоки, или Правда − хорошо…» А. Н. Островский (реж. Андрей Гончаров, ассистенты М. Фейгин и Георгий Шенгелая) — Мавра Тарасовна Барабошева
- 1989 — «Сюжет Питера Брейгеля» Т. Василенко (реж. Татьяна Ахрамкова) — Спокойная
- 1990 — «Розенкранц и Гильденстерн мертвы» Т. Стоппард (реж. Евгений Арье) — Гертруда
- 1991 — «Виктория?..» Т. Реттиген (реж. Андрей Гончаров) — Кэтрин Мэчем / Франческа
- 1994 — «Жертва века» А. Н. Островский (постановка и сценография Андрея Гончарова, реж. Юрий Иоффе) — Михевна / Пивокурова
- 1995 — «Комедия о принце Датском» М. К. Павлова, В. М. Дорошевич, С. Беккет (реж. Татьяна Ахрамкова) — артистка, играющая Гертруду
- 1997 — «Забавы Дон Жуана» М. К. Павлова (реж. Татьяна Ахрамкова) — Мария, она же четвёртая дама
- 1997 — «Любовный напиток» П. Шеффер (реж. Татьяна Ахрамкова) — мистер Бардолф / посетительница музея
- 2002 — «Тайна старого шкафа» К. С. Льюис, инсценировка Александра Шаврина (реж. Игорь Войтулевич) — Белая Колдунья
- 2004 — «Развод по-женски» К. Б. Люс (реж. Сергей Арцибашев) — Ненси, мисс Блейк / мисс Уаттс
- 2005 — «Мёртвые души» Н. В. Гоголь (реж. Сергей Арцибашев) — Феодулия Ивановна / Анна Михайловна / Александра Ивановна Ханасарова
- 2008 — «Опасный поворот» Д. Пристли (реж. Сергей Арцибашев) — Мод Мокридж
- 2012 — «На чемоданах» Х. Левин (реж. Александр Коручеков) — проститутка
- 2014 — «Бердичев» Ф. Н. Горенштейн (реж. Никита Кобелев) — Рахиль Капцан, урождённая Луцкая (главная роль)
- 2015 — «Плоды просвещения» Л. Н. Толстой (реж. Миндаугас Карбаускис) — кухарка
- 2016 — «Русский роман» М. Ивашкявичюс (реж. Миндаугас Карбаускис) — Аксинья, баба, 75 лет / Чертков, друг семьи, 55 лет
- 2018 — «Сказки Венского леса» Э. фон Хорват (реж. Никита Кобелев) — бабушка Альфреда
- 2019 — «Московский хор» Л. С. Петрушевская (реж. Никита Кобелев) — Нета, сестра Лики

#### МОГТЮЗ
- 2019 — «Карусель» — Харитонова

#### Продюсерский центр «Панорама»
- 2008 — «Любовь по-французски/Удачная сделка, или Сватовство/Удачная сделка» К. Манье (реж. Артём Бибилюров)[5]

#### Продюсерская компания «Аметист»
- 2009 — «Наливные яблоки» А. Н. Островский (реж. Андрей Гончаров и Роман Мадянов) — Мавра Тарасовна Барабошева[6]

#### «Театр комедии»
- 2017 — «Два мужа по цене одного» Л. Моцарь (реж. Дмитрий Бурханкин) — Нина, тётя Лены[7]

#### «Современный театр антрепризы»
- 2018 — «Синдром счастья, или Ложь по контракту» по пьесе Ива Жамиака «Месье Амилькар, или Человек, который платит»  (реж. Алексей Кирющенко) — Мелия[8]

#### Театр «Миллениум»
- 2019 — «Еврейское счастье» О. Никифорова  (реж. Нина Чусова) — Фая Биренбойм[9]

### Фильмография
- 1987 — Дни и годы Николая Батыгина (третья серия) — эпизод
- 1988 — Любовь к ближнему (вторая новелла «Любовь к ближнему») — воинственная дама
- 1990 — Уроки музыки — девушка в общежитии
- 1991 — Жизнь-Женщина — Таня
- 1992 — Игра
- 1992 — Помнишь запах сирени… — Варька, проводница
- 2002 — Трое против всех
- 2002 — Смотрящий вниз — Полина Андреевна Синичкина, горластая соседка
- 2003 — Всегда говори «Всегда»
- 2003 — Москва. Центральный округ (восьмая серия «Хрустальный шар») — матушка Фёкла
- 2003 — Жизнь одна — администратор
- 2004 — Граф Крестовский
- 2004 — Даша Васильева. Любительница частного сыска 3 (фильм третий «Спят усталые игрушки») — Лиана Сундокашвили, сестра Нины
- 2004 — Дети Арбата — жена «врага народа», выбросившаяся из окна
- 2004 — 2009 — Моя прекрасная няня — Олимпиада Осиповна Кащеева (в девичестве — Киморова), учительница физкультуры у Маши (а ранее — у Вики; девятнадцатая серия «Физкульт-привет»).
- 2005 — Авантюристка (фильм третий «Проигравший получает всё») — телефонистка
- 2005 — Мошенники (четвёртая серия) — «Крашеная», пиарщик
- 2005 — Нечаянная радость — судья
- 2006 — 9 месяцев — Альбина
- 2006 — Жара — Джульетта Михайловна
- 2006 — 2010 — Закон и порядок: Отдел оперативных расследований (фильм пятый «На крыше») — Лариса Григорьевна Решетова, психотерапевт
- 2006 — Конец света
- 2006 — Парижане — Елена Кудрявцева, хирург
- 2007 — Железная дорога — учительница
- 2007 — Иван Подушкин. Джентльмен сыска 2 (фильм третий «Надувная женщина для Казановы») — Карелия Яновна
- 2007 — Неуловимая четвёрка — «Крашеная», пиарщик
- 2007 — 2008 — Атлантида — (Курила) Лиза Курилова, сокамерница Веры Степновой.
- 2007 — 2009 — Огонь любви — Сюзанна
- 2007 — 2013 — Папины дочки — Тамара Львовна Кожемятько, секретарша Сергея Алексеевича, Людмилы Сергеевны, Эдуарда Владимировича, Андрея Антонова и Даши (в разное время) / Виктория Сокольская
- 2008 — Воротилы — Скворцова
- 2008 — Вернуть на доследование — психотерапевт
- 2008 — Каменская 5 (фильм шестой «Закон трёх отрицаний») — Галина Васильевна Аничкова, психолог
- 2008 — Тариф «Новогодний» — Матильда Генриховна
- 2008 — Голубка — Умылина
- 2009 — Событие — старушка Николадзе, спутница писателя
- 2009 — Разлучница — Надежда Васильевна, следователь
- 2009 — Колдовская любовь 2 — Лариса
- 2009 — Огни большого города — главврач в роддоме
- 2009 — Тётя Клава фон Геттен — мать Березина
- 2009 — 2019 — Воронины — Маргарита Ивановна Фролова (Рита), напарница Лёни, младший сержант / младший лейтенант / старший лейтенант / майор милиции / полиции; с одиннадцатого сезона — участковая района, где проживают Воронины; с 22 сезона — полковник МЧС России (второй, четвёртый, пятый, седьмой, одиннадцатый—четырнадцатый, 22, 24 сезоны)
- 2009 — Девичник — Татьяна Дмитриевна, начальница Маруси
- 2010 — Дураки. Дороги. Деньги
- 2010 — Как я поступил со смертью (короткометражка)
- 2010 — Не свинячь! (короткометражка)
- 2010 — Совсем другая жизнь
- 2010 — Крем — 2011 — Антонина Ивановна Чайкина, бабушка Лизы Чайкиной
- 2010 — На измене — Инга Семёновна, сиделка, старая дева, влюблённая в Костю
- 2011 — Ласточкино гнездо — Маргарита Моисеевна, соседка
- 2011 — МУР — Вера Павловна Федоткина, шофёр
- 2011 — Год белого слона — домовица
- 2011 — Немного не в себе — Мария, подруга Людмилы
- 2011 — Новогодняя SMS-ка — дворничиха
- 2011 — 2012 — Товарищи полицейские — Валентина Степановна Негадова («Степаныч»), начальник убойного отдела
- 2012 — Пока цветёт папоротник — Раиса Тарасова (тётя Рая), тётя Макса и Дыни, работает поваром в столовой
- 2012 — Ржевский против Наполеона — Жужу, сорокалетняя девственница
- 2013 — Дублёр — Галина Леонидовна, тёща Игоря Успенского
- 2013 — Вверх тормашками — тренер по борьбе
- 2013 — Думай как женщина — Ева Анатольевна Семёнова, режиссёр и актриса самодеятельного театра
- 2013 — Особенности национальной маршрутки — Зоя Захаровна, тёща Николая
- 2013 — Остров везения — мать Ромы
- 2013 — Полярный рейс — Лидия Петровна, мать Люды
- 2013 — Репетиции — медсестра
- 2013 — Домработница — медсестра
- 2013 — Здрасьте, я ваш папа!
- 2013 — Первая осень войны — арфистка
- 2014 — Узнай меня, если сможешь — Лариса Андреевна Копейко, бывший следователь
- 2014 — Красивая жизнь — Галина Ивановна, тётя Ксюши
- 2014 — 7 футов под килем — Ольга Васильевна
- 2015 — Красная королева — Калерия Кузьминична, начальник отдела кадров
- 2017 — Папа Дэн — свекровь Тины
- 2017 — Детки напрокат — бабушка Венеры
- 2017 — Первый парень на деревне — жена Грищенко
- 2017 — Родные люди — Сюзанна
- 2018 — Каникулы президента — мама Валеры
- 2018 — Старушки в бегах — Зина
- 2018 — Между нами, девочками. Продолжение — Белла Рудольфовна, бухгалтер филармонии
- 2018 — Хор — Клавдия, завуч
- 2019 — О чём она молчит — Мезенцева, главврач
- 2019 — Домовой — Раиса Ивановна, соседка Вики
- 2019 — Беловодье. Тайна затерянной страны — Раиса Владимировна Тарасова (тётя Рая), тётя Макса и Дыни
- 2019 — 2022 — Дылды — Валентина Павловна Ковалёва, мать Михаила Ковалёва, декан факультета физической культуры и спорта, с третьего сезона — глава Федерации пляжного волейбола России
- 2019 — Отчим — Клара Дмитриевна
- 2020 — Старушки в бегах 2 — Зина
- 2020 — Грозный — Ульяна
- 2021 — Непослушник — Ефросинья, руководитель иконописной школы
- 2021 — Старушки в бегах 3 — Зина
- 2021 — Проклятый чиновник — продавщица гробов
- 2021 — Старушки в снегах
- 2021 — Ёлки 8 — мама Феди
- 2021 — Семейка — Тамара
- 2021 — Девушки с Макаровым (второй сезон) — Любовь Алексеевна Куренкова
- 2022 — Булки — мама Тани
- 2022 — На дне — бабка-закладчица
- 2022 — Бедный олигарх — Алевтина Григорьевна, бывшая тёща Виктора
- 2022 — Непослушник 2. Вспомнить всё — Ефросинья, руководитель иконописной школы
- 2022 — ШКЛТ
- 2023 — Дурдом — мама Гриши
- 2023 — Вася не в себе — консьержка
- 2023 — Тут все свои
- 2023 — Баба Мороз и тайна Нового года — баба Мороз
- 2023 — Милая соседка — Нина Ивановна
- 2023 — настоящее время — Плакса — Людмила Васильевна Шишкова, директриса школы, бабушка Матвея
- 2023 — настоящее время — Папины дочки. Новые — Тамара Львовна Кожемятько, секретарша Сергея Алексеевича
- 2023 — Папины дочки. Новогодние — Тамара Львовна Кожемятько
- 2024 — Мой любимый чемпион — учительница Саши
- 2024 — Сидоровы
- 2024 — Бабушка, Маша и Mashunya — бабушка Зина
- 2024 — За слова отвечаю — Римма
- 2024 — Пока не родила — бабушка
- 2024 — Дети перемен — Надежда Марковна, мать Сергея Михалыча
- 202? — Они существуют
- 2025 — Денискины рассказы
- 2025 — На деревню дедушке — роль сама по себе
- 2025 — Простоквашино — Маргарита Егоровна Печкина, жена почтальона Игоря
- 202? — Скрытые мотивы (в производстве) — тётя Маня
- 202? — 12 стульев — Мусик

### Озвучивание
- 2008 — Любовь-морковь 2 — Виктория Павловна (роль Кирилла Плетнёва в образе няни)

## Телевидение
- 2009 — 2013 — ДаЁшь молодЁжь! — Галина Семёновна, мама Валеры
- 2009 — 2017 — Одна за всех — Зина, экономка Энджи / «Любка», соседка Серафимы Аркадьевны / Александра Одинокова
- 2019 — 100янов — помощница регистратора ЗАГСа
- 2022 — Истории большой страны

### Киножурнал «Ералаш»
- 2011 — Выпуск № 267 (сюжет «Загадочные следы»)[10] — Тамара Семёновна, школьная уборщица
- 2015 — Выпуск № 300 (сюжет «Классное видео»)[11] — Татьяна Петровна, учительница истории
- 2015 — Выпуск № 321 (сюжет «Какой сегодня день?»)[12] — Елена Петровна, учительница

## Признание и награды
- 2014 — «Лучшая актриса сезона» по мнению Джона Фридмана (The Moscow Times)[13].
- 2014 — Театральная премия МК в номинации «Лучшая женская роль» за роль Рахиль Капцан, урождённой Луцкой в спектакле Никиты Кобелева «Бердичев»[14].
- 2014 — Приз «Лучшая женская роль» (совместно с Татьяной Аугшкап) на XXX Международном фестивале «Липецкие театральные встречи» за роль Рахиль Капцан, урождённой Луцкой в спектакле Никиты Кобелева «Бердичев»[15].
- 2015 — Звание «Почётный деятель искусств города Москвы» — «За большой вклад в развитие культуры и многолетнюю творческую деятельность»[16].
- 2016 — Театральная премия МК в номинации «Лучшая мужская роль второго плана» за роль Черткова в спектакле Миндаугаса Карбаускиса «Русский роман»[17].
- 2017 — Финалист Премии Ассоциации продюсеров кино и телевидения в области телевизионного кино в номинации «Лучшая актриса второго плана в телевизионном фильме/сериале» за роль начальника отдела кадров Калерии Кузминичны в телесериале «Красная королева».
- 2018 — Звание «Заслуженный артист Российской Федерации» — «За заслуги в развитии отечественной культуры и искусства, многолетнюю плодотворную деятельность».